# FC Bayern München (jégkorong)
Az FC Bayern München sportegyesületének a jégkorong osztálya 1966-ban alapult meg, majd 1969-ben szűnt meg.

## Történelem
| Szezon  | Divízió |             | Helyezés  |
| ------- | ------- | ----------- | --------- |
| 1965/66 | OL      |             | 3. hely   |
| Szezon  | Divízió | Alapszakasz | Rájátszás |
| 1966/67 | OL      | 2. hely     | 1. hely↑  |
| 1967/68 | BL      | 4. hely     | 3. hely↓  |
| 1968/69 | BL      | 6. hely     | 3. hely↓  |

↑ ↓rájátszás
OLOberliga
BLBundesliga
Az egyesület jégkorong osztálya 1966. január 7-én a MEV 1883 Münchennel való egyesüléssel jött létre. A jégkorong csapat az első szezonjában a harmadik helyen végzett az Oberligában. Az 1966-1967-es szezonban viszont már a második helyezést érte el a jégkorong csapat, így kvalifikálta magát az országos rájátszásra, amely megnyerésével feljutottak az első osztályba. Az 1967-1968-as szezon alapszakaszában a negyedik helyezést érték el az első osztályban, a rájátszásban viszont a harmadik helyezést érték el. Az 1968-1969-es szezon alapszakaszában a hatodik helyen végeztek, a rájátszásban viszont ismét a harmadik helyet érték el.
1967-ben a csapat megnyerte a DEV-kupát.
A csapat edzője 1966 és 1968 között Ján „Jano“ Starší szlovák edző volt.
Az egyesület jégkorong osztálya a MEV 1883 München 1969-es kiválásával szűnt meg.

## Eredmények
- Oberliga
  - Feljutás (1): 1967

- DEV-kupa
  - Győztes (1): 1967

## Jelentős játékosok
- Kapusok: Theo Groß, Werner Hager
- Védők: Leonhard Waitl
- Támadók: Hans Holnburger, Hans Huber, Ludwig Kellner, Georg Kink, Michael Mauer, Peter Maus, Georg Aschbichler, Karl Frütel, Günther Ginhard, Axel von Thun